# Leopoldo Torre Nilsson
Leopoldo Torre Nilsson (ur. 5 maja 1924 w Buenos Aires, zm. 8 września 1978 tamże) – argentyński reżyser, scenarzysta i producent filmowy.
Syn Szwedki i pioniera argentyńskiej kinematografii Leopolda Torres Ríosa. Zasłynął jako pierwszy argentyński reżyser, którego twórczość ceniono za granicą i wielokrotnie zapraszano na międzynarodowe festiwale filmowe. Zwany "argentyńskim Bergmanem", portretował hipokryzję i zakłamanie burżuazji, m.in. w filmie Dom anioła (1957), uznawanym powszechnie za jeden z najważniejszych filmów w historii argentyńskiego kina. 
Ręka w potrzasku (1961) zdobyła Nagrodę FIPRESCI na 14. MFF w Cannes, Siedmiu szaleńców (1973) przyniosły Nilssonowi Srebrnego Niedźwiedzia na 23. MFF w Berlinie, a Uszminkowane usta (1974) - Srebrną Muszlę na MFF w San Sebastián. 
Zasiadał w jury konkursu głównego na 22. MFF w Wenecji (1961). Jego żoną była pisarka i scenarzystka Beatriz Guido, która często z nim współpracowała. Zmarł na raka w wieku 54 lat.